# خوان فرناندو لوبو
خوان فرناندو لوبو (بالإسبانية: Juan Fernando Lobo)‏ هو سياسي هندوراسي، ولد في 31 يناير 1973. انتخب نائب في المؤتمر الوطني في هندوراس.